# Salmson 2
Il Salmson 2 fu un aereo da ricognizione monomotore, biposto e biplano, sviluppato dalla società francese Salmson negli anni dieci del XX secolo.
Utilizzato principalmente dall'Aéronautique Militaire, componente aerea dell'Armée de terre (esercito francese), e dall'American Expeditionary Forces, spedizione militare statunitense che affiancò gli Stati della Triplice intesa durante la prima guerra mondiale, pur risultando meno efficace di altri pari ruolo, la sua robustezza ne favorì la costruzione in grandi quantità rimanendo in servizio anche dopo il termine del conflitto in alcune aeronautiche militari mondiali.

## Utilizzatori
In Italia la Escadrille 22 di Nove di Bassano li riceve dal 18 maggio 1918.

### Periodo bellico
Francia
- Aéronautique Militaire

 Stati Uniti
- American Expeditionary Forces

### Periodo post bellico
Belgio
- Aéronautique Militaire/Militair Vliegwezen

operò con un singolo esemplare.
 Cecoslovacchia
- Češkoslovenske Vojenske Letectvo

 Giappone
- Dai-Nippon Teikoku Rikugun Kōkū Hombu

 Perù
- Cuerpo de Aviación del Perú

operò con un singolo esemplare.
 Polonia
- Siły Powietrzne

 Spagna
- Aviación Militar Española

operò con un singolo esemplare.
 RSFS Russa
- Raboče-Krest'janskij Krasnyj vozdušnyj flot

 Unione Sovietica
- Voenno-vozdušnye sily